# IC 4259
IC 4259 је спирална галаксија у сазвјежђу Хидра која се налази на листи објеката дубоког неба у Индекс каталогу.
Деклинација објекта је - 30° 8' 3" а ректасцензија 13h 29m 28,2s. Привидна величина (магнитуда) објекта IC 4259 износи 14,2 а фотографска магнитуда 15,1. IC 4259 је још познат и под ознакама ESO 444-51, PGC 47356.